# Fausse route
Pour le livre avec le même nom, voir Élisabeth Badinter#Essais et prises de position.

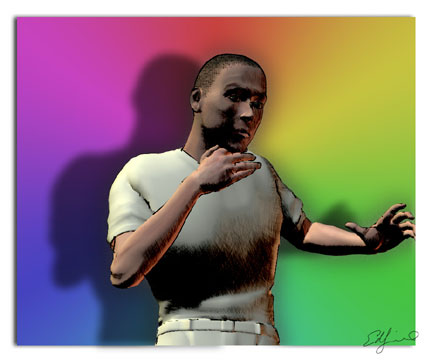
Geste universel d'étouffement par fausse route: mettre une main autour du cou.

Une fausse route ou fausse-route est (dans le domaine médical et en particulier de l'ORL) un étouffement par l'inhalation involontaire de fragments d'aliments au cours de la déglutition,. Ensuite, une partie du bol alimentaire (aliments liquides ou solides) est orientée vers le larynx puis les voies aériennes inférieures au lieu de passer vers l'œsophage puis l'estomac.
L'usage de premiers secours spécifiques peut résoudre l'étouffement (plus de détails ci-dessous).

## Premiers secours
Certaines techniques manuelles peuvent résoudre l'étouffement par fausse route. Et certains dispositifs anti-étouffement sont également disponibles sur le marché (LifeVac et Dechoker),.

### Premiers secours pour les victimes ordinaires
La première chose est de tousser. Si la victime est incapable de tousser, on peut utiliser deux techniques manuelles: des "coups dans le dos" et des "pressions abdominales". Pour de meilleurs résultats, elles peuvent être combinées à tour de rôle: chaque technique est répétée environ 5 fois, et puis un changement est effectué en passant à l'autre technique, et les tours sont ensuite répétés en continu. (Voir les dessins ci-dessous).
Il y a des adaptations des techniques manuelles: adaptations pour les femmes enceintes et les personnes trop obèses, et aussi adaptations pour les bébés de moins de 1 an (tous détaillés ci-dessous).
Si l'étouffement continue, il faut appeler les services d'aide médicale urgente (il y a une liste des numéros de téléphone d'urgence dans divers pays francophones ici). La victime peut perdre connaissance après un certain temps et avoir besoin d'une "réanimation cardio-pulmonaire anti-étouffement".

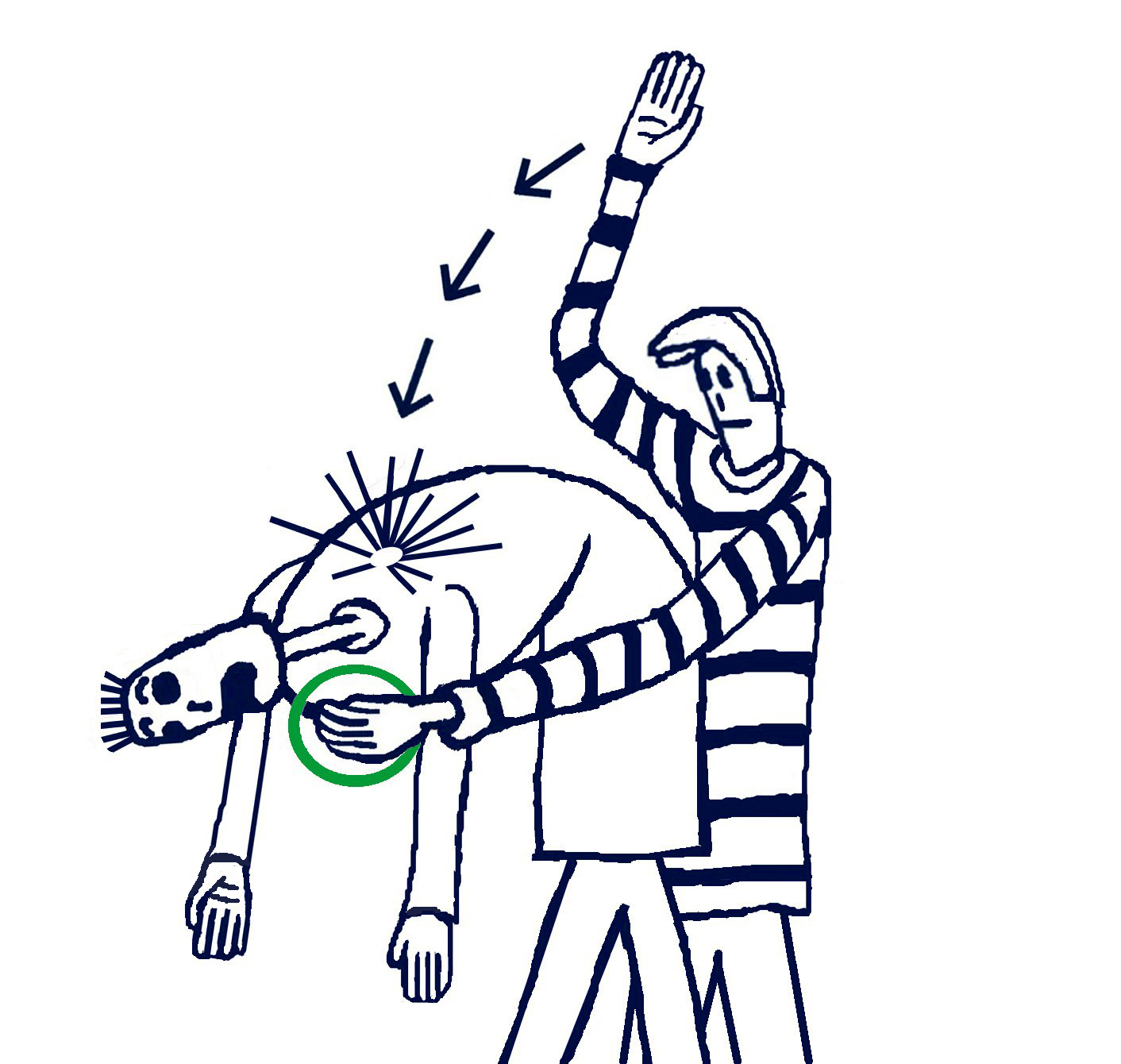
"Coups dans le dos": Soutenir la poitrine de la victime avec la main qui ne la tapote pas (pour améliorer l'efficacité) et incliner la victime le plus possible. Taper ensuite fermement avec l'autre main.

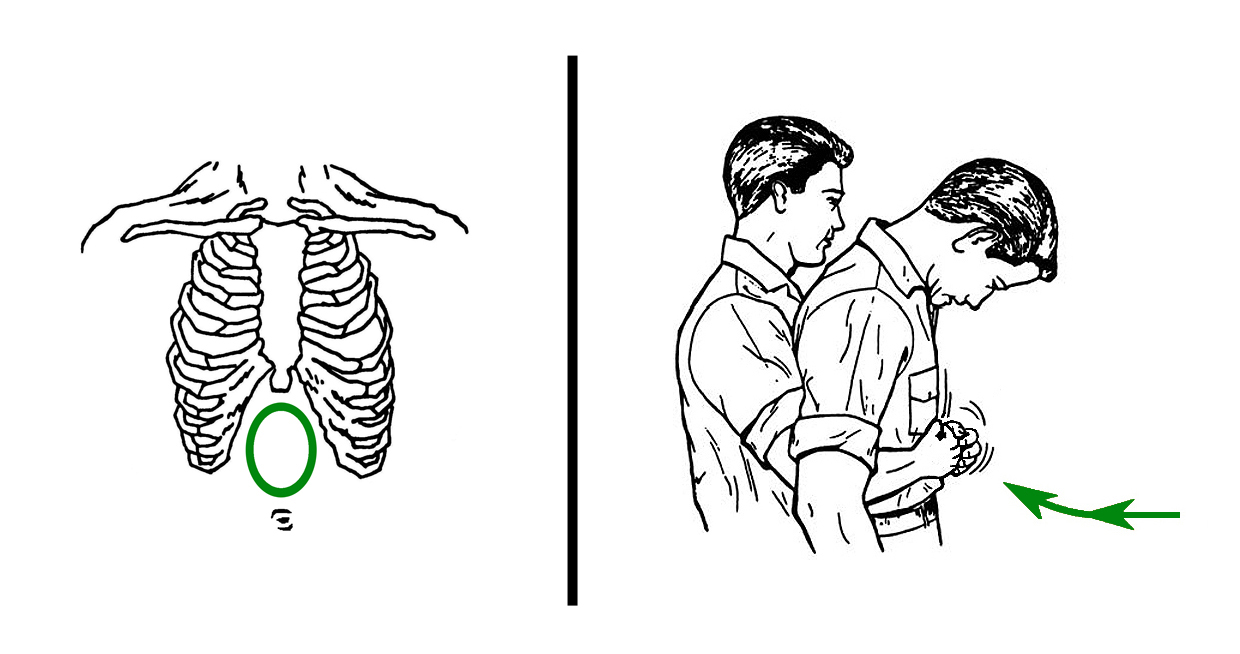
"Pressions abdominales" (manœuvre de Heimlich): Les appliquer vigoureusement, entre la poitrine et le nombril.

### Premiers secours pour les femmes enceintes ou les personnes trop obèses
La première chose est de tousser. Si la victime est incapable de tousser, il faut utiliser deux techniques manuelles: des "coups dans le dos" et des "pressions thoraciques anti-étouffement" (représentés ci-dessous). Pour de meilleurs résultats, on peut les combiner à tour de rôle: chaque technique est répétée environ 5 fois, et un changement est effectué en passant à l'autre technique, et les tours sont ensuite répétés en continu. (Voir les dessins ci-dessous).
Si l'étouffement continue, il faut appeler les services d'aide médicale urgente (il y a une liste des numéros de téléphone d'urgence dans divers pays francophones ici). La victime peut perdre connaissance après un certain temps et avoir besoin d'une "réanimation cardio-pulmonaire anti-étouffement".

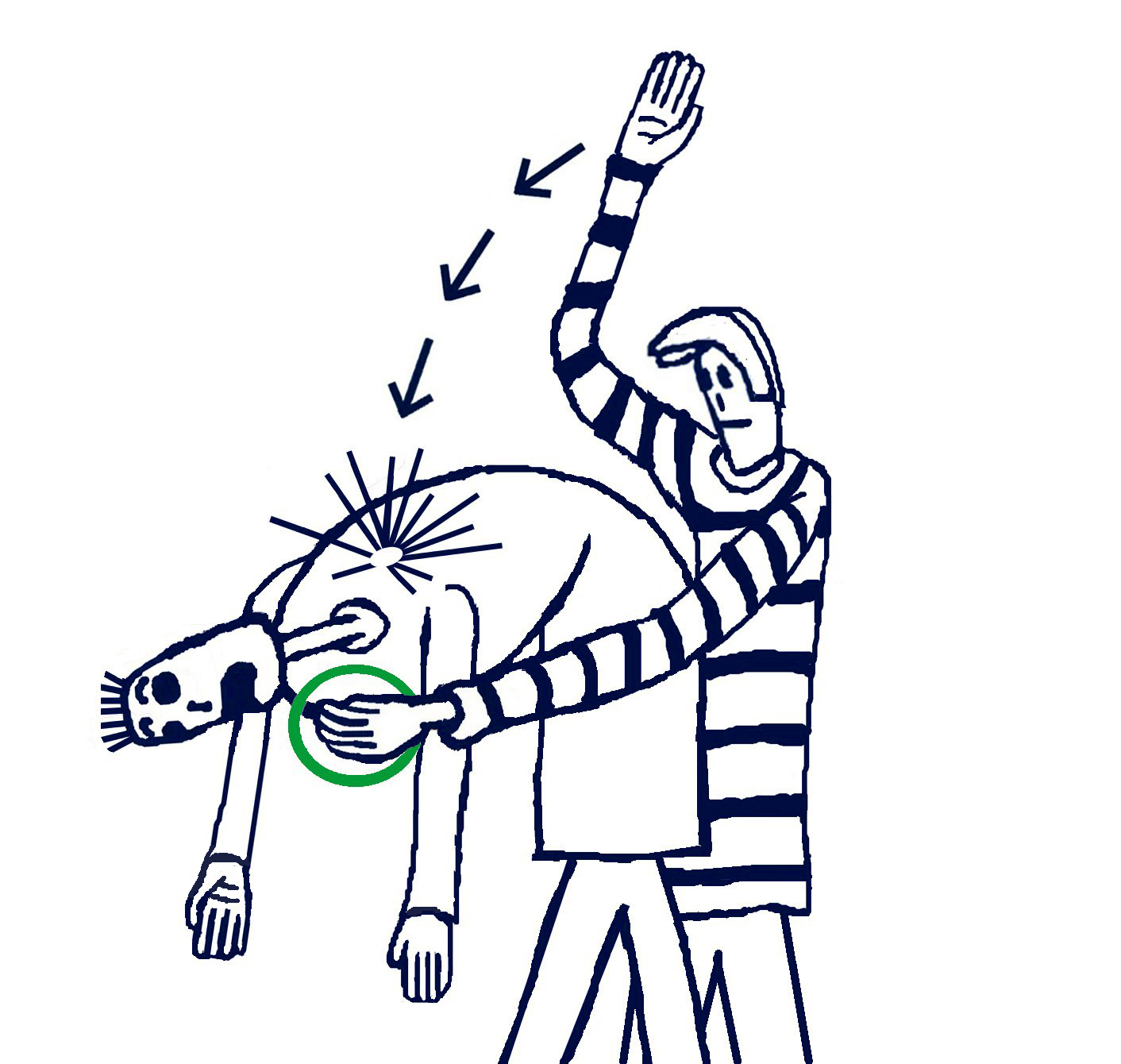
"Coups dans le dos": Le même que pour les victimes ordinaires. Soutenir la poitrine de la victime avec la main qui ne la tapote pas (pour améliorer l'efficacité) et incliner la victime le plus possible. Taper ensuite fermement avec l'autre main.

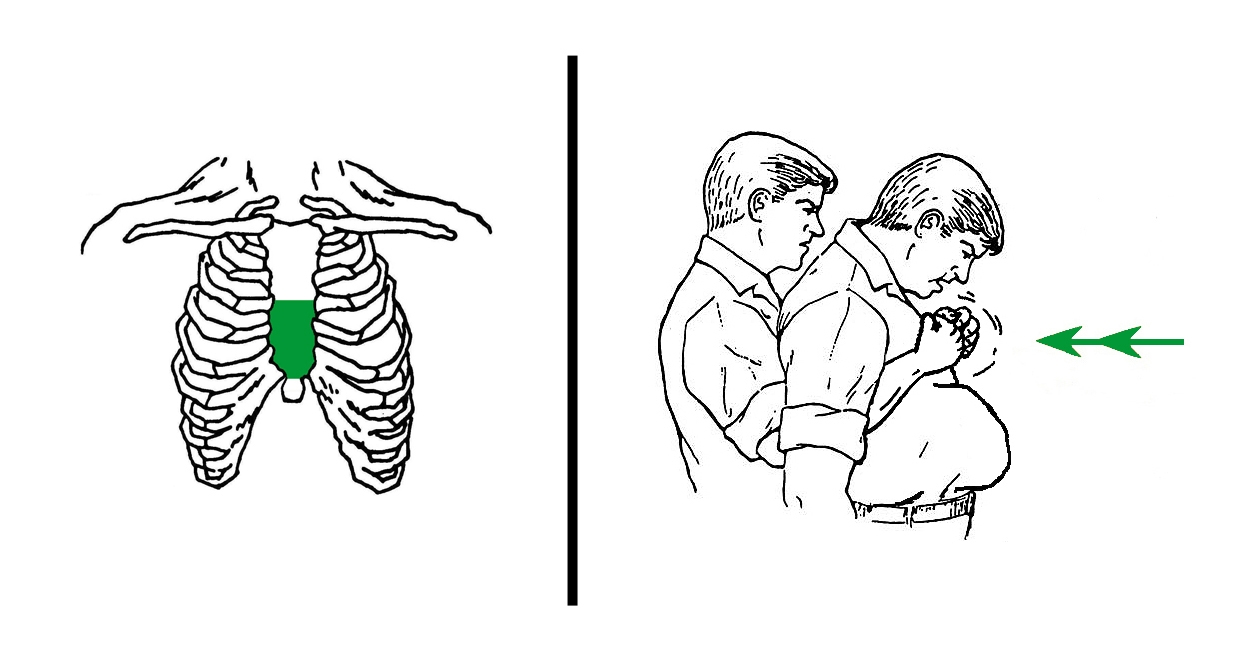
"Pressions thoraciques anti-étouffement": Les appliquer vigoureusement, au centre de la poitrine, dans sa moitié inférieure."

### Premiers secours pour des bébés (de moins de 1 an)
Il faut combiner deux techniques manuelles modifiées pour des bébés: des "coups dans le dos" et des "pressions thoraciques anti-étouffement". Pour de meilleurs résultats, on peut les combiner à tour de rôle: chaque technique est répétée environ 5 fois, puis un changement est effectué en passant à l'autre technique, et les tours sont répétés en continu de cette façon. (Voir les illustrations ci-dessous).
Si l'étouffement continue, il faut appeler les services d'aide médicale urgente (il y a une liste des numéros de téléphone d'urgence dans divers pays francophones ici). Le bébé peut perdre connaissance après un certain temps et avoir besoin d'une "réanimation cardio-pulmonaire anti-étouffement pour des bébés".

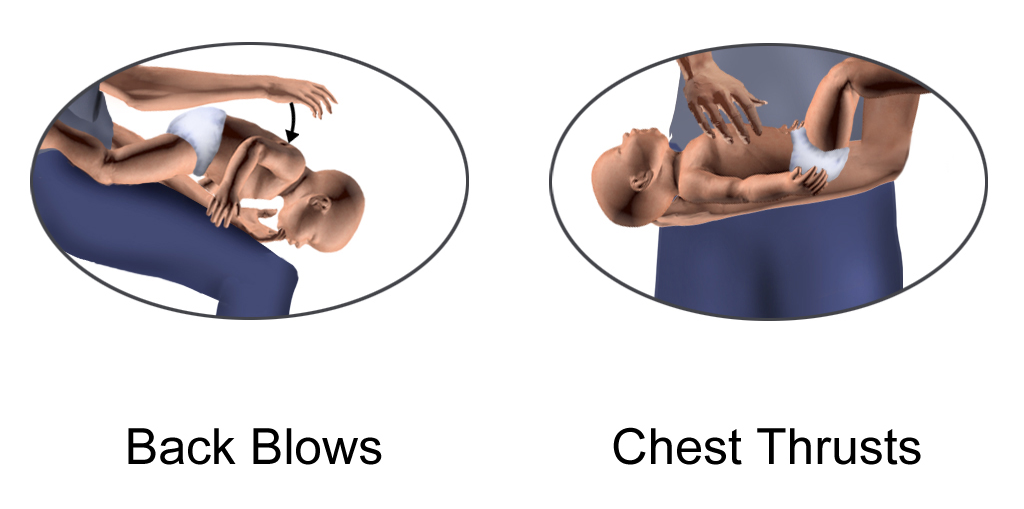
A gauche: "Coups dans le dos", le bébé reçoit les coups légèrement mis vers le bas, soigneusement tenu, et avec une main autour de son visage; c'est recommandé que la poitrine ait quelque soutien en dessous.
A droite: "Pressions thoraciques anti-étouffement", deux doigts pressent dans la moitié inférieure du centre de la poitrine.

### Quand la victime est inconsciente
Il faut une "réanimation cardio-pulmonaire anti-étouffement" (commune) ou une "réanimation cardio-pulmonaire anti-étouffement pour des bébés" (de moins d'un an).

#### Réanimation cardio-pulmonaire anti-étouffement, commune

Compressions thoraciques de réanimation cardio-pulmonaire.

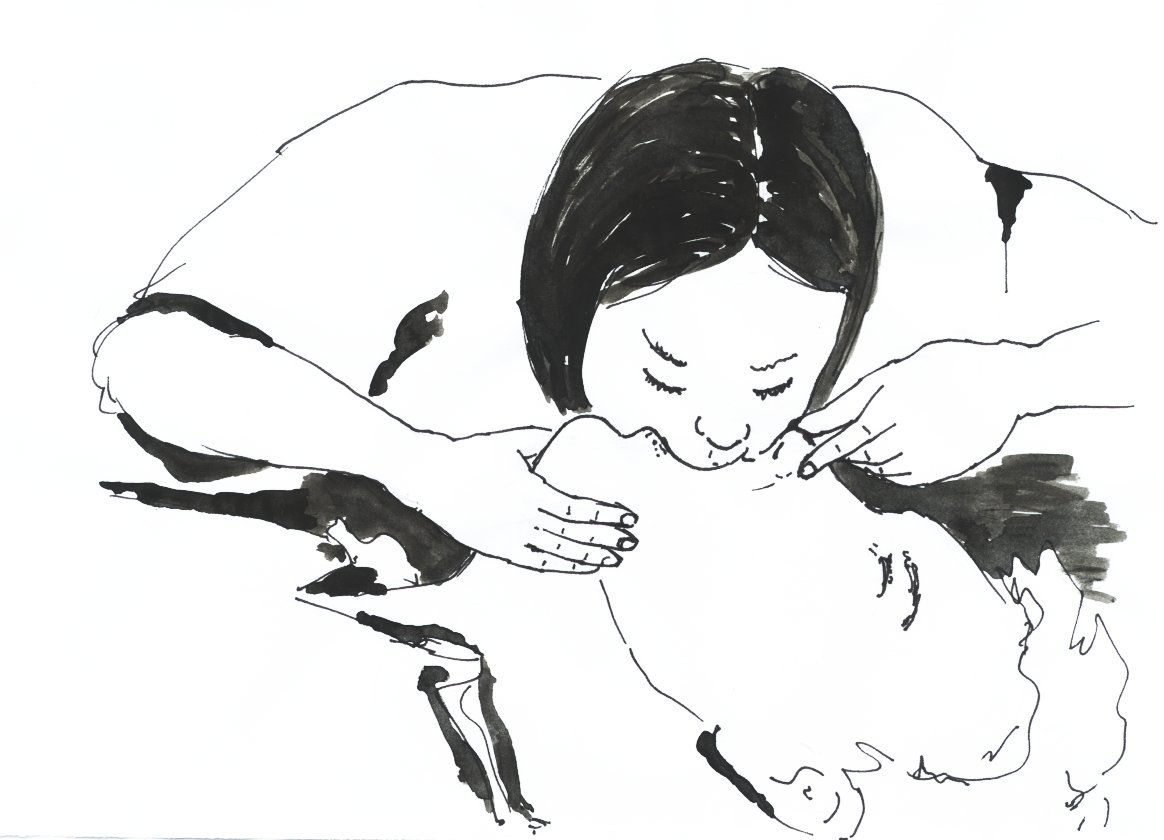
Ventilations de réanimation cardio-pulmonaire. Pour des bébés, utilisez votre bouche pour couvrir simultanément la bouche et le nez du bébé.

Il est nécessaire d'appeler les services d'aide médicale urgente (il y a une liste des numéros de téléphone d'urgence dans divers pays francophones ici). Il convient d'envoyer quelqu'un demander un défibrillateur automatique externe (DAE ou DEA, AED en anglais) ou semi-automatique (DSA), s'il y a un proche disponible (des défibrillateurs sont très fréquentes aujourd’hui).
La victime est allongée, face vers le haut,. Il faut alors donner à la victime une "réanimation cardio-pulmonaire anti-étouffement" en continu:
- 30 compressions dans la moitié inférieure du centre de la poitrine.
- Essayer l'extraction: S'il y a un appareil anti-étouffement (LifeVac et Dechoker) proche, le demander et essayer de l'utiliser directement. Mais, sinon, l'extraction doit être manuelle.
En l'extraction manuelle, il est essayé de retirer l'objet coincé quand il est déjà visible. L'objet n'est pas l'épiglotte (un rabat cartilagineuse qui se démarque de la gorge). Si l'objet n’est pas visible, il est encore possible d’essayer de le retirer soigneusement: avec les doigts, ou en élevant le menton de la victime (pour former un chemin droit vers sa gorge) tandis que la victime est face vers le haut (ou, si sa langue obstrue trop, face vers le bas, ou allongé sur un côté avec une base sous la tête) et ensuite en utilisant quelque ustensile adéquat: pincettes de cuisine étroites, ciseaux de cuisine (utilisés avec soin), cuillères ou fourchettes en arrière (introduisant sa poignée), spatules étroites, ou même un cure-dent si les autres ustensiles sont trop grands pour le cas; mais la recommandation n'est pas d'extraire l’objet sans le voir, par le risque de le couler plus profondément par accident. L'objet peut être retiré ou non dans cette étape, mais le reste de la réanimation doit continuer jusqu'à ce que la victime respire normalement.
- Après avoir fermé le nez de la victime, essayer d'introduire l'air en soufflant une première fois une ventilation bouche-à-bouche.
Si une ventilation entre à travers de l’objet, la poitrine de la victime gonfle vers le haut; dans ce cas, il peut convenir que les ventilations suivantes soient plus faibles, pour que l’air continue à entrer ainsi, et, si les ventilations faibles n’entrent pas, augmenter de nouveau sa force.Position des électrodes d'un défibrillateur.

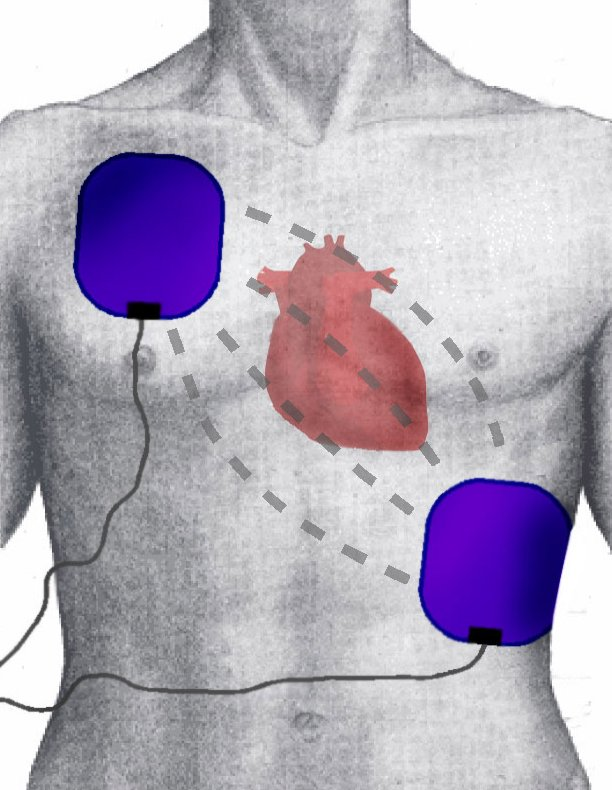
Position des électrodes d'un défibrillateur.

- Il faut alors déplacer un peu la tête de la victime d'avant en arrière pour changer sa position. Essayer d'introduire l'air en soufflant une deuxième fois une ventilation bouche-à-bouche. Ces étapes doivent être répétées, continuellement, en commençant par la première (les 30 compressions), jusqu'à ce que la victime respire à nouveau normalement, ou jusqu'à l'objet soit extrait mais la victime nécessite d'une défibrillation pour résoudre un arrêt cardiaque et respirer (lire ci-dessous). La respiration de la victime peut être verifiée en plaçant une oreille sur sa bouche et en regardant à la fois si sa poitrine se déplace de bas en haut, gonflé par l'air.

Défibrillation: Aussi, la victime inconsciente peut souffrir un arrêt cardiaque, par diverses causes, étant également incapable de respirer. Dans ce cas, il convient de demander un défibrillateur automatique (DAE ou DEA, AED en anglais) ou semi-automatique (DSA), et, après avoir extrait l'objet coincé (s'il est extrait, et seulement après), utiliser le défibrillateur pour essayer une défibrillation qui résout l'arrêt cardiaque. Les défibrillateurs sont faciles à utiliser, parce qu'ils émettent des instructions vocales enregistrées.

#### Réanimation cardio-pulmonaire anti-étouffement, pour des bébés (de moins de 1 an)
Il est nécessaire d'appeler les services d'aide médicale urgente (il y a une liste des numéros de téléphone d'urgence dans divers pays francophones ici). Il convient d'envoyer quelqu'un demander un défibrillateur automatique externe (DAE ou DEA, AED en anglais) ou semi-automatique (DSA), s'il y a un proche disponible (des défibrillateurs sont très fréquentes aujourd’hui).
Le bébé est allongé, face vers le haut. La tête du bébé doit rester vers l'avant. Il faut alors donner à le bébé une "réanimation cardio-pulmonaire anti-étouffement pour des bébés" en continu:
- Sur un côté du bébé: 30 compressions, réalisées avec deux doigts, dans la moitié inférieure du centre de la poitrine.
- Essayer l'extraction: S'il y a un appareil anti-étouffement (LifeVac et Dechoker) proche, le demander et essayer de l'utiliser directement. Mais, sinon, l'extraction doit être manuelle.
En l'extraction manuelle, il est essayé de retirer l'objet coincé quand il est déjà visible. L'objet n'est pas l'épiglotte (un rabat cartilagineuse qui se démarque de la gorge). Si l'objet n’est pas visible, il est encore possible d’essayer de le retirer soigneusement avec les doigts, ou avec un cure-dent (parce que la petite taille d’un bébé empêche d'appliquer des outils plus grands), mais la recommandation n'est pas d’extraire l’objet sans le voir, par le risque de le couler plus profondément par accident. L'objet peut être retiré ou non dans cette étape, mais le reste de la réanimation doit continuer jusqu'à ce que le bébé respire normalement.
- La bouche est utilisée pour couvrir simultanément la bouche et le nez du bébé. Alors, essayer d'introduire l'air en soufflant une première fois une ventilation bouche-à-bouche. 
Si une ventilation entre à travers de l’objet, la poitrine du bébé gonfle vers le haut; dans ce cas, il peut convenir que les ventilations suivantes soient plus faibles, pour que l’air continue à entrer ainsi, et, si les ventilations faibles n’entrent pas, augmenter de nouveau sa force.
- Déplacer un peu la tête du bébé d'avant en arrière pour changer sa position. Mais, après, la tête du bébé doit être toujours en une position de regarder vers l'avant, parce qu'une inclination excessive de la tête peut fermer les voies respiratoires d'un bébé. Essayer d'introduire l'air en soufflant une deuxième fois une ventilation bouche-à-bouche. Ces étapes doivent être répétées, continuellement, en commençant par la première (les 30 compressions), jusqu'à ce que la victime respire à nouveau normalement, ou jusqu'à l'objet soit extrait mais la victime nécessite d'une défibrillation pour résoudre un arrêt cardiaque et respirer (lire ci-dessous). La respiration du bébé peut être verifié en plaçant une oreille sur sa bouche et en regardant à la fois si sa poitrine se déplace de bas en haut, gonflé par l'air.

Défibrillation: Aussi, le bébé inconscient peut souffrir un arrêt cardiaque, par diverses causes, étant également incapable de respirer. Dans ce cas, il convient de demander un défibrillateur automatique (DAE ou DEA, AED en anglais) ou semi-automatique (DSA), et, après avoir extrait l'objet coincé (s'il est extrait, et seulement après), utiliser le défibrillateur pour essayer une défibrillation qui résout l'arrêt cardiaque. Les défibrillateurs sont faciles à utiliser, parce qu'ils émettent des instructions vocales enregistrées. Un câble du défibrillateur (n'importe quel) est fixé à la poitrine du bébé et l'autre câble à son dos.

## Causes et facteurs de risque
Une fausse route peut être d'origine accidentelle ou pathologique. Elle peut être associée à une dysphagie, une odynophagie ou une aphagie (qui sont respectivement une gêne, une douleur ou un blocage induit lors de la déglutition), mais ne doit pas être confondue avec ces trois symptômes.
Le risque est accru quand le réflexe tussigène est aboli ou retardé (phénomène retrouvé chez 40% des patients explorés pour troubles de la déglutition).
Plusieurs maladies (neurologiques notamment) peuvent empêcher l'épiglotte (structure cartilagineuse) de fonctionner normalement au niveau du larynx (c'est-à-dire de se rabattre pour protéger le pharynx lors de l'ingestion d'aliments).
Un défaut de coordination réflexe de la succion, déglutition et respiration peut être présent dès la naissance, ou accidentellement survenir chez le nouveau-né, notamment prématuré ou chez l'enfant IMC ou polyhandicapé. La personne âgée est également vulnérable à ce risque,, qui augmente lui-même le risque de pneumopathie.
Ce trouble peut faire suite à certaines opérations chirurgicales (ex : chirurgie du larynx ou du pharynx, trachéotomie, thyroïdectomie), une décanulation, une intubation ou survenir lors de la réalimentation de cérébrolésés.

## Conséquences potentielles et prévalence
La fausse-route peut être très dangereuse, notamment pour les patients fragilisés.
Les voies respiratoires peuvent se boucher (risque d'asphyxie) ou être fortement irritées.
C'est un trouble très fréquent chez les personnes âgées (10 % à 30 % chez celles vivant à leur domicile et plus de 50 % de celles qui sont institutionnalisées. Chez ces personnes âgées, c'est l'une des causes fréquentes de broncho-pneumopathie, d'insuffisance respiratoire chronique, d'abcès du poumon, d'insuffisance respiratoire aigüe et parfois d'arrêt respiratoire.

## Dépistage et traitements avancés
Comme pour la dysphagie (problèmes neurologique courant source de gêne importante pour le patient), une neurostimulation laryngée et orofaciale par électrostimulation (éventuellement associée à une rééducation orthophonique classique) peut apporter une amélioration de la situation, voire parfois une guérison.
De nouvelles méthodes de dépistage (ex: pléthysmographie et de prise en charge (ex: rééducation de la déglutition chez des patients victimes de reflux gastro-œsophagien) ont été mises au point, notamment pour l'enfant.
De même pour les personnes âgées. Chez ces dernières une très bonne hygiène buccale orale réduira fortement le risque de pneumopathies d'aspiration induite.
Le choix des aliments et d'une position de compensation peuvent limiter le risque de fausse-route.